# Thomas Crump
Thomas Crump est un anthropologue et mathématicien britannique. Spécialiste sur l'histoire des sciences, il enseigne à l'Université d'Amsterdam.

## Ouvrages publiés
- The law for everyman, 1963
- Man and His Kind : Introduction to Social Anthropology, 1973
- Phenomenon of Money, 1981
- The Death of an Emperor : Japan at the Crossroads, 1989
- Anthropologie des nombres : Savoir-compter, cultures et sociétés, 1992, trad. Pierre Lusson, Seuil, 1998
- The Japanese Numbers Game, 1992
- Solar Eclipse, 1999
- A Brief History of Science, 2001
- The Daily Telegraph Hip Replacement, 2004
- A Brief History of the Age of Steam, 2007